# I'll Be Over You
I'll Be Over You è una canzone del gruppo Rock Toto scritta da Steve Lukather, il chitarrista della band.
Il brano, proveniente dall'album Fahrenheit del 1986, è fra i più conosciuti del gruppo. Nei cori del singolo appare anche la voce di Michael McDonald.
Il singolo esordì all'undicesimo posto nella classifica Billboard Hot 100, per 2 settimane consecutive fu al primo posto nella classifica adult contemporary chart, la seconda canzone dei Toto a finire in questa classifica (la prima fu I Won't Hold You Back nel 1983).

## Videoclip
Il video illustra la band che si esibisce sopra al tetto di un palazzo di Los Angeles, (cosa che ricorda il famoso concerto dei Beatles). L'esibizione della canzone vede vari periodi della giornata ovvero il tardo pomeriggio, il tramonto e la sera. Durante la sera negli ultimi minuti del video viene a piovere e il gruppo lasciando tutti gli strumenti sul tetto del palazzo (tranne Jeff Porcaro che si porta appresso uno dei piatti della batteria) è costretto a fuggire. Nel video è presente anche Michael McDonald. Il palazzo in cui è stato realizzato il videoclip si trova all'altezza del civico 548 sulla S Spring Street, accanto al "Spring Arcade Building".

## Il B-Side In A Word
Come B-Side del disco fu inserito un pezzo inedito della band chiamato "In A Word", scritto dall'allora cantante Joseph Williams, insieme a Steve Lukather, Mike Porcaro, Steve Porcaro e Jeff Porcaro. La canzone parla di una ragazza che il protagonista a malapena conosce. Non è mai stata suonata dal vivo fino al 1997, nel Tour di Toto XX, infatti “In A Word" è stata compresa nell'album per il ventesimo anniversario della band. La particolarità di questo pezzo è l'assenza di David Paich alle tastiere, che non era presente al momento delle registrazioni (avvenute nello studio personale di Jeff Porcaro) e durante la stesura del testo.

## Tracce
- I'll Be Over You
- In A Word

## Formazione
- Joseph Williams- Voce (voce principale in In A Word, voce secondaria in I'll Be Over You)
- Steve Lukather- Chitarra (voce principale e chitarra in I'll Be Over You, chitarra e voce secondaria in In A Word)
- Steve Porcaro- Tastiera
- David Paich- Tastiera (voce secondaria in entrambi i pezzi)
- Jeff Porcaro- Percussioni
- Mike Porcaro- Basso (voce secondaria in In A Word)
- Michael McDonald- Voce (voce secondaria in I'll Be Over You)

## La canzone nel cinema e nelle fiction
- In Italia è stata utilizzata come sigla della soap opera Aspettando il domani[2]

## Classifiche
| Classifica (1986)                | Posizione massima |
| -------------------------------- | ----------------- |
| Canada                           | 13                |
| Finlandia                        | 15                |
| Italia                           | 33                |
| Paesi Bassi                      | 38                |
| Stati Uniti                      | 11                |
| Stati Uniti (adult contemporary) | 1                 |
| Sudafrica                        | 10                |